# Сільвія Піналь
Сільвія Піналь Ідальго (ісп. Silvia Pinal Hidalgo; 12 вересня 1931, Гуаймас, Сонора — 28 листопада 2024, Мехіко) — мексиканська акторка театру, кіно та телебачення, продюсер, політична діячка.

## Життєпис
Народилась 12 вересня 1931 року у місті Гуаймас, штат Сонора. Коли їй було п'ять років її мати Луїса Ідальго Агілар вступила у шлюб з журналістом Луїсом Піналем, у якого було три дочки від попереднього шлюбу й який вдочерив Сільвію (зі своїм біологічним батьком — диригентом Мосесом Паскелем, вона познайомилася лише в 11 років). Родина мешкала в Акапулько та Монтерреї, згодом осіла у Мехіко. У 14-річному віці Сільвія навчилася друкувати і почала працювати секретаркою в різних фірмах, одночасно беручи уроки вокалу та акторської майстерності.
На театральній сцені з 1948 року. У кіно дебютувала 1949 року в другорядній ролі у фільмі «Бамба» Мігеля Контрераса Торреса. Справжній успіх принесли ролі у фільмах «Швейцар» (1950) з Кантінфласом та «Незнайомець на сходах» (1954) з Артуро де Кордова. 1957 року отримала премію Арієль як найкраща акторка за роль у фільмі «Пристрасне безумство» Туліо Демічелі за мотивами повісті «Крейцерова соната» Толстого.
Міжнародну славу принесли ролі у фільмах Луїса Бунюеля «Вірідіана» (1961, Золота пальмова гілка Каннського кінофестивалю), «Ангел-винищувач» (1962) та «Симеон Пустельник» (1965). Піналь також була однією з кандидаток на головну роль у «Щоденнику покоївки», але французькі продюсери наполягли на кандидатурі Жанни Моро.
У 1960-х багато знімалася в Мексиці. 1967 року зіграла в голлівудський стрічці «Акула!» з Бертом Рейнольдсом, а 1968-го — у фільмі «Гармати Сан-Себастьяна», де її партнерами стали Чарльз Бронсон та Ентоні Квінн. У 1970-х роках та на початку 1980-х багато знімалася в Іспанії, Італії та Аргентині.
У 1980-х працювала майже виключно на телебаченні — як акторка та продюсер теленовел. У цей час вступила до Інституційно-революційної партії і почала займатися політикою. Була обрана депутатом Конгресу Мексики (1991—1994), а згодом — сенатором Конгресу та членом Асамблеї (1998—2000). На цих посадах Піналь займала активну позицію у сфері культури та захисту прав жінок. У 2010—2014 роках Сільвія Піналь займала посаду генерального секретаря Національної асоціації акторів Мексики.
1986 року Піналь стала продюсером та ведучою телепрограми «Жінка, випадки з реального життя», яка зазнала великого успіху та протрималася в ефірі понад 20 років (1986—2007). Шоу транслювалося в Мексиці, Іспанії, Італії та країнах Латинської Америки.
1988 року акторка заснувала Театр Сільвії Піналь, репертуар якого складає в основному музична комедія, в якому грала у мексиканських версіях мюзиклів «Гелло, Доллі!», «Мейм» та «Циганка» (в останньому її партнеркою була її дочка Алехандра Гусман).
2002 року було відкрито статую Сільвії Піналь роботи Рікардо Понзанеллі у парку Лос-Венадос (Мехіко). Портрети Піналь писали Дієго Рівера та Освальдо Гуаясамін. 2006 року нагороджена орденом Ізабелли Католички — за культурний внесок у світ кіно. 2008 року удостоєна почесної премії Золотий Арієль за кар'єрні досягнення. 2015 року видала автобіографічну книгу «Esta soy yo». 2016 року Академія кінематографічних мистецтв і наук у Голлівуді обрала акторку одним зі своїх членів на знак визнання її довгої кар'єри та внеску в міжнародну кіноіндустрію. 2019 року телекомпанія Televisa випустила телесеріал «Сільвія Піналь перед вами», заснований на біографії акторки, з Ітаті Кантораль у головній ролі.
Сільвія Піналь померла 28 листопада 2024 року в одній з лікарень Мехіко від пневмонії у 93-річному віці.

## Особисте життя
Сільвія Піналь чотири рази була у шлюбі, кожен з яких завершився розлученням:
- 1947—1952 — Рафаель Банкельс, актор та режисер. Їхня дочка Сільвія Паскель (нар. 1950) також успішна акторка.
- 1961—1967 — Густаво Алатрісте, кінопродюсер. Їхня дочка Вірідіана Алатрісте (1963—1982), яка також стала акторкою, трагічно загинула в автомобільній аварії у віці 19 років (на той час вони разом з матір'ю виконували головні ролі в успішній теленовелі «Завтра настане весна», продюсером якої також була Піналь)[15].
- 1967—1976 — Енріке Гусман, співак та актор. Подружжя мало на телебаченні власне музичне телешоу «Сільвія та Енріке» (1968—1972). У пари народились дочка та син — співачка Алехандра Гусман (нар. 1968) та композитор Луїс Енріке Гусман (нар. 1970).
- 1981—1995 — Туліо Ернандес Гомес, політичний діяч, губернатор штату Тласкала. Як його дружина, Піналь виконувала обов'язки першої леді цього штату з 1981-го по 1987 роки, й саме тоді почала займатися політикою.

Також у різні роки акторка мала романи з акторами Омаром Шарифом, Педро Інфанте, Ренато Сальваторі та підприємцем Еміліо Азкар'яга Мільмо.
З часом Сільвія Піналь стала засновницею відомої акторської династії. Її старша онука Стефані Салас (дочка Сільвії Паскель) — акторка та співачка. Онука Фріда Софія (дочка Алехандри Гусман) також розпочала музичну кар'єру. Правнучки Мішель Салас та Каміла Валеро (доньки Стефані Салас) — модель та акторка відповідно.

## Фільмографія
| Рік       |     | Українська назва                         | Оригінальна назва             | Роль                                     |
| --------- | --- | ---------------------------------------- | ----------------------------- | ---------------------------------------- |
| 1949      | ф   | Бамба                                    | Bamba                         | Емілія                                   |
| 1949      | ф   | Гріх Лаури                               | El pecado de Laura            | Хуаніта                                  |
| 1949      | ф   | Школа для сімейних пар                   | Escuela para casadas          | Тереса Морено                            |
| 1949      | ф   | Жінка, яку я втратив                     | La mujer que yo perdí         | Лаура                                    |
| 1950      | ф   | Швейцар                                  | El portero                    | Роса-Марія (Росіта)                      |
| 1950      | ф   | Король кварталу                          | El rey del barrio             | Карменсіта                               |
| 1950      | ф   | Знак Скунса                              | La marca del zorrillo         | Лупіта                                   |
| 1950      | ф   | Квіти апельсина для нашого весілля       | Azahares para tu boda         | Тота                                     |
| 1950      | ф   | Кохання не сліпе                         | El amor no es ciego           | Малена                                   |
| 1951      | ф   | Галісійка танцює мамбо                   | Una gallega baila mambo       | Карміна                                  |
| 1951      | ф   | Молодята… не турбувати                   | Recién casados… no molestar   | Габі                                     |
| 1951      | ф   | М'ясна статуя                            | La estatua de carne           | Марта                                    |
| 1952      | ф   | Жінка опівночі                           | Mujer de medianoche           | Пальміра Кастільйо                       |
| 1952      | ф   | Донья Марікіта у моєму серці             | Doña Mariquita de mi corazon  | Пас Алегре                               |
| 1952      | ф   | Для них, навіть якщо вони погано платять | Por ellas aunque mal paguen   | Ісабель                                  |
| 1952      | ф   | Куточок поряд з раєм                     | Un rincón cerca del cielo     | Соня Ірина Перес                         |
| 1952      | ф   | Коли діти грішать                        | Cuando los hijos pecan        | Тенча                                    |
| 1953      | ф   | Ти ведеш мене за крило                   | Me traes de un ala            | Росіта Альба Вірес                       |
| 1953      | ф   | Так, життя моє                           | Sí, mi vida                   | Летисія                                  |
| 1953      | ф   | Три моїх веселих вдови                   | Mis tres viudas alegres       | Сільвія                                  |
| 1953      | ф   | Я мачо                                   | Yo soy muy macho              | Марія Агірре                             |
| 1953      | ф   | Гарнюні                                  | Las cariñosas                 | Кармен Сантібаньєс                       |
| 1954      | ф   | Перепродаж рабів                         | Reventa de esclavas           | Алісія Сандоваль / Ісіда Александрійська |
| 1954      | ф   | Доньки на виданні                        | Hijas casaderas               | Магдалена                                |
| 1954      | ф   | Цнотливий Сусано                         | El casto Susano               | Мімі                                     |
| 1954      | ф   | Якби ти повернувся до мене               | Si volvieras a mi             | Лідія Кане                               |
| 1955      | ф   | Продавець ляльок                         | El vendedor de muñecas        | Діана Альварес                           |
| 1955      | ф   | Незнайомець на сходах                    | Un extrano en la escalena     | Лаура                                    |
| 1955      | ф   | Смертний гріх                            | Pecado mortal,                | Соледад Ернандес                         |
| 1955      | ф   | Історія норкової шуби                    | Historia de un abrigo de mink | Марго                                    |
| 1955      | ф   | Підозрюваний                             | La sospechosa                 | Рехіна де Альба                          |
| 1955      | ф   | Кохання у чотири рази                    | Amor en cuatro tiempos        | Софія                                    |
| 1955      | ф   | У життя є три дні                        | La vida tiene tres días       | Марія Андраде                            |
| 1956      | ф   | Пристрасне безумство                     | Locura pasional               | Мабель Мендоса                           |
| 1956      | ф   | Мис Горн                                 | Cabo de Hornos                | Хімена                                   |
| 1956      | ф   | Невинний                                 | El inocente                   | Мане                                     |
| 1956      | ф   | Перелюбниця                              | La adúltera                   | Ірене Гальвес                            |
| 1957      | ф   | Злочин у театрі                          | Teatro del crimen             | співачка                                 |
| 1957      | ф   | Милий ворог                              | La dulce enemiga              | Лукресія                                 |
| 1957      | ф   | Бог цього не хоче                        | Dios no lo quiera             | Феліса                                   |
| 1958      | ф   | Моя невідома дружина                     | Mi desconocida esposa         | Сільвія Ередія                           |
| 1958      | ф   | Роздягайся, Лукресіє                     | Desnúdate, Lucrecia           | Лукресія                                 |
| 1958      | ф   | Хай живе кохання!                        | ¡Viva el amor!                | Вероніка де ла Маса                      |
| 1958      | ф   | Позич мені своє тіло                     | Préstame tu cuerpo            | Леонор Рівас Конде / Рехіна Сальсаменді  |
| 1958      | ф   | Любовне побачення                        | Una cita de amor              | Соледад                                  |
| 1958      | ф   | Повія                                    | Una golfa                     | Діана                                    |
| 1958      | ф   | Чоловік, який мені подобається           | El hombre que me gusta        | Марта                                    |
| 1959      | ф   | Божевільна Барбара                       | Las locuras de Bárbara        | Барбара                                  |
| 1959      | ф   | Народ і дворянство                       | Uomini e nobiluomini          | Джованна                                 |
| 1959      | ф   | Чарльстон                                | Charlestón                    | Беатріс                                  |
| 1960      | ф   | Марібель і дивна родина                  | Maribel y la extraña familia  | Марібель                                 |
| 1961      | ф   | Прощавай, Мімі Помпом!                   | Adios, Mimi Pompom!           | Мімі                                     |
| 1961      | ф   | Вірідіана                                | Viridiana                     | Вірідіана                                |
| 1962      | ф   | Ангел-винищувач                          | El angel exterminador         | Летисія «Валькірія»                      |
| 1964      | ф   | На добраніч, новий рік!                  | ¡Buenas noches, año nuevo!    | Сільвія                                  |
| 1965      | ф   | Симеон Пустельник                        | Sinon del desierto            | Диявол                                   |
| 1965      | ф   | Круки в траурі                           | Los cuervos estan de luto     | П'єдад                                   |
| 1966      | ф   | Сімейна стратегія                        | Estrategia matrimonio         | Моніка Феррер                            |
| 1966      | ф   | Солдатка                                 | La soldadera                  | Ласара                                   |
| 1967      | ф   | Небезпечна гра                           | Juego peligroso               | Лена Андерсон                            |
| 1967      | ф   | Марія Ісабель                            | Maria Isabel                  | Марія Ісабель Санчес                     |
| 1968      | ф   | Гармати Сан-Себастьяна                   | Guns for San Sebastian        | Фелісія                                  |
| 1968      | с   | Каудильйо                                | Los caudillos                 | Хімена                                   |
| 1969      | ф   | Людожер (Акула!)                         | Shark!                        | Анна Малер                               |
| 1969      | ф   | 24 години задоволення                    | 24 horas de placer            | Каталіна                                 |
| 1969      | ф   | Сестра Трінкет                           | La hernana Trinquete          | сестра Елена                             |
| 1970      | ф   | Кохання Марії Ісабель                    | El amor Maria Isabel          | Марія Ісабель Санчес                     |
| 1970      | ф   | Пробудження вовка                        | El despertar del lobo         | Кім Джонс                                |
| 1970      | ф   | Великий склад злочину                    | El cuerpazo del delito        | Магда Бустаманте / Енрікетта             |
| 1970      | ф   | Золота жінка                             | La mujer de oro               | Сільвія Торрес                           |
| 1971      | ф   | Пара                                     | Los novios                    | Ірене                                    |
| 1971      | ф   | Каїн, Авель та інші                      | Caín, Abel y el otro          | у ролі самої себе                        |
| 1971      | ф   | Піф-паф, дірка                           | Bang bang al hoyo             | вдова                                    |
| 1971      | ф   | Таємниця сповіді                         | Secreto de confesión          | Марія                                    |
| 1972      | ф   | Скільки є безсовісних людей!             | ¡Cómo hay gente sinvergüenza! | Сільвія Фуентес / Беатріс                |
| 1972      | ф   | Злодії                                   | Los cacos                     | Берта                                    |
| 1977      | ф   | Божественні слова                        | Divinas palabras              | Марі Гаель                               |
| 1978      | ф   | Засушені метелики                        | Las mariposas desicadas       | Хулія (Касандра Фуллер)                  |
| 1979      | док | Мексика мого кохання                     | México de mis amores          | у ролі самої себе                        |
| 1980      | ф   | Пісня цикади                             | El canto de la cigarra        | Еліса                                    |
| 1980      | ф   | Син його матері                          | El niño de su mamá            | Тіна                                     |
| 1981      | ф   | Два і два буде п'ять                     | Dos y dos, cinco              | Хулія                                    |
| 1982      | ф   | Калотта: Кохання… отрута                 | Carlota: Amor es… veneno      | Карлотта Кавендіш                        |
| 1982      | ф   | Ангельський лобок                        | Pubis Angelical               | Беатріс                                  |
| 1982      | с   | Завтра настане весна                     | Mañana primavera              | Аманда де Серрано                        |
| 1986—2007 | с   | Жінка, випадки з реального життя         | Mujer, casos de la vida real  | ведуча/різні персонажі                   |
| 1989      | с   | Затемнення                               | Exlipse                       | Магда                                    |
| 1992      | ф   | Старі моделі                             | Modelo antiguo                | Кармен Ріваденейра                       |
| 1998—1999 | с   | Привілей кохати                          | El privilegio de amar         | у ролі самої себе                        |
| 2000      | с   | Година пік                               | La hora pico                  | різні персонажі                          |
| 2000—2001 | с   | Личко ангела                             | Carita de ángel               | Лусія                                    |
| 2001      | с   | Пригоди у часі                           | Aventuras en el tiempo        | Сільвія                                  |
| 2003      | ф   | Вони ніколи не будуть такими, як раніше  | Ya no los hacen como antes    | Хеновева Реєр                            |
| 2007      | с   | Родина десяти                            | Una familia de diez           | донья Сільвія                            |
| 2008      | с   | Вогонь у крові                           | Fuego en la sangre            | Санта «Сантіта»                          |
| 2009      | с   | Жінки-вбивці                             | Mujeres asesinas              | Інес Сомеєра                             |
| 2011—2012 | с   | Щаслива родина                           | Una familia con suerte        | Сільвія                                  |
| 2013      | ф   | Третій дзвінок                           | Tercera Llamada               | делегатка                                |
| 2014      | с   | Я твоя хазяйка                           | Soy tu dueña                  | Ісабель Рангель Дорантес                 |
| 2017      | с   | Мій чоловік має сім’ю                    | Mi marido tiene familia       | Імельда Сьєрра де Корсега                |
| 2019      | с   | Сільвія Піналь перед вами                | Silvia Pinal, frente a ti     | у ролі самої себе                        |
| 2019      | с   | Серце ніколи не помиляється              | El corazón nunca se equivoca  | Імельда Сьєрра де Корсега                |

## Нагороди та номінації
Арієль
- 1953 — Найкраща акторка другого плану (Куточок поряд з раєм).
- 1956 — Номінація на найкращу акторку (Незнайомець на сходах).
- 1957 — Найкраща акторка (Пристрасне безумство).
- 1958 — Найкраща акторка (Милий ворог).
- 2008 — Золотий Аріель за кар'єрні досягнення.

Срібна богиня
- 1965 — Спеціальний приз за роботу за кордоном.
- 1966 — Найкраща акторка (Круки в траурі).
- 1978 — Найкраща акторка (Божественні слова).

TVyNovelas Awards
- 1983 — Найкраща акторка (Завтра настане весна).
- 2001 — Найкраща драматична програма (Жінка, випадки з реального життя).
- 2002 — Найкраща драматична програма (Жінка, випадки з реального життя).
- 2011 — Номінація на найкращу роль у виконанні заслуженої акторки (Я твоя хазяйка).
- 2018 — Найкраща роль у виконанні заслуженої акторки (Мій чоловік має сім’ю).

Bravo Awards
- 2018 — Найкраща роль у виконанні заслуженої акторки (Мій чоловік має сім'ю).

TV Adicto Golden Awards
- 2018 — Найкраща роль у виконанні заслуженої акторки (Мій чоловік має сім'ю).